# Maria Graciete Besse
Maria Graciete Besse (Almada, Caparica, Monte de Caparica, 8 de Junho de 1951) é autora de poesia e ficção, ensaísta e professora universitária portuguesa, naturalizada francesa.

## Vida
Maria Graciete Besse reside em França desde 1974. Tem a dupla nacionalidade, portuguesa e francesa.
Iniciou desde muito jovem a sua escrita poética, tendo publicado na revista Modas e Bordados.
Licenciou-se em 1974 em Filologia Românica na Faculdade de Letras da Universidade de Lisboa, tendo prosseguido os seus estudos na Universidade de Toulouse-le-Mirail, e em 1985 doutorou-se em Literatura Portuguesa na Universidade de Poitiers com uma tese sobre La problématique de l’espace dans l’œuvre d’Alves Redol, sob a orientação de R. A. Lawton.
A partir de 1981, ensina na Universidade de Pau na qualidade de "Maître de Conférences", onde foi nomeada Professora Catedrática em 1990. Entre 1997 e 2004 foi catedrática na Université Michel de Montaigne Bordeaux 3, em Bordéus, onde em 1999 organizou o doutoramento honoris causa de José Saramago. A partir de 2004 ocupou a cátedra de Português na Université Paris IV-Sorbonne, onde fundou o Eixo Etudes Lusophones do Centre de recherches interdisciplinaires sur les mondes ibériques contemporains. Nesta Universidade dirigiu o departamento de Português, foi diretora adjunta e membro do Conselho da Faculdade de estudos ibéricos e latino-americanos, entre 2004 e 2013 e organizou regularmente seminários e colóquios internacionais consagrados às literaturas de língua portuguesa. Orientou numerosas teses de mestrado e de doutoramento. Organizou vários colóquios internacionais que deram lugar a publicações. É membro de vários comités de leitura de revistas internacionais. Aposentou-se em 2016.

## Obra
Tem vasta obra publicada em França e em Portugal no domínio do ensaio e da crítica literária, sendo também autora de ficção e de poesia e tendo figurado em diversas antologias de poesia portuguesa. Editou e apresentou várias atas de colóquios internacionais do domínio da lusística e das literaturas lusófonas que organizou em universidades francesas.

### Poesia
- Caminhos incas, Évora: Ed.Licorne, 2020.
- Na inclinação da luz, Évora: Ed.Licorne, 2018.
- Pequeno bestiário académico, Évora: Ed.Licorne, 2014; 2a edição,  janeiro 2018 (distribuído por Amazon),.
- A ilha ausente, Évora: Casa do Sul, 2007.
- [vários poemas], in Da Outra Margem. Antologia de poesia de autores portugueses, Lisboa: Instituto Camões, 2001.
- Mediterrâneo: um Nome de Silêncios, Lisboa, Ulmeiro: 2000.
- [vários poemas], in Literatura Actual de Almada (Antologia coletiva de textos sobre Almada), Almada: Município de Almada, 1998.
- Olhar Fractal, Lisboa: Ulmeiro 1997.
- O rosto verde do silêncio, vol. coletivo, Fânzeres: Junta de Freguesia de Fânzeres, 1997.
- Errâncias, ilustr. de Armanda Andrade, Lisboa: 1992 (Prémio Nacional de Poesia Sebastião da Gama 1992).
- Espelhos, Ausências, Lisboa: Caminho, 1990.
- Figuras da Ausência, in Amor, Luxúria e Morte, vol. coletivo, Porto: Mirto, 1987.
- Transparências, com desenho de Maria Henriques, Lisboa: & Etc., 1985.
- Errância, in Palavras, vol. coletivo, Porto: Mirto, 1984.
- Rosto Sitiado, Coimbra: Fenda, 1983.

### Ficção
- O Duplo fulgor do tempo, Évora: Licorne, 2019.
- A Melancolia dos Domingos (conto), in Contoário Cem, vol. coletivo, Lisboa: Escritor, 1996.
- Entre o País e o Longe (romance), em co-autoria com Diogo Conde, ilust. Armanda Andrade, Lisboa: Escritor, 1995.
- A Busca (conto), in Contoário, vol. coletivo, ilustr. de Armanda Andrade, Lisboa: Escritor, 1995
- Nas Margens do Exílio (narrativa), Mem Martins: Europa-América, 1993.
- Rituais da Transparência (narrativa), in Imaginários Portugueses, vol. colectivo, Coimbra: Fora do Texto, 1992.
- Incandescências (narrativa), Mem Martins: Europa-América, 1991.
- Labirintos do Corpo, (ficção) Lisboa: Ulmeiro, 1986.
- Mulher Sentada no Silêncio (narrativa), Lisboa: Ulmeiro, 1985.

### Ensaio
- Partager les lucioles. Réflexions autour de la littérature portugaise, Paris, Petra, 2024.
- João de Melo. Entre a memória e a perda, Lajes do Pico, Companhia das Ilhas, 2019.
- Exiliance au féminin dans le monde lusophone (XXe-XXIe siècles), volume d’actes du colloque organisé à Paris et à Porto en 2016, en collaboration avec Maria Araujo da Silva, Ana Paula Coutinho et Fatima Outeirinho, Paris: Editions Hispaniques, 2017
- Corpos cantantes. Estudos sobre a literatura portuguesa contemporânea, Lisboa: Chiado Ed., 2016
- Les femmes oubliées dans les arts et les lettres au Portugal (XIXe-XXe s.) (org.), volume d’actes du colloque organisé en collaboration avec Maria Araujo da Silva, Paris, Indigo, 2016
- Goa d'un genre à l'autre (org. en collaboration avec Ernestine Carreira), Aix: Presses Universitaires de Provence , 2015
- José Saramago et l'Alentejo: entre réel et fiction, Paris : éd. Petra, 2015.
- Lídia Jorge et le sol du monde. Une écriture de l'éthique au féminin, Paris: éd. L'Harmattan, 2015.
- Clarice Lispector : une pensée en écriture pour notre temps (en collaboration avec Nadia Setti), Paris: L’Harmattan, 2014.
- Eduardo Lourenço et la passion de l’humain (org.), Paris: Ed. Lusophone, 2013.
- Maria Judite de Carvalho, une écriture en liberté surveillée (en collaboration avec José Manuel Esteves et Adelaide Cristóvão), Paris: L’Harmattan, 2012.
- Futurisme et Avant-Gardes au Portugal et au Brésil (en collaboration avec José Manuel Esteves et alii), Paris: Ed. Lusophones, 2011.
- Les grands récits : miroirs brisés ?, (en collaboration avec Michel Ralle), Paris: Indigo côté Femmes,  2010.
- Cultures lusophones et hispanophones :  Penser la Relation ( Actes du XXIVe Congrès de la Société des Hispanistes Français), Paris: Indigo côté Femmes,  2009.
- José Saramago e o Alentejo: entre o Real e a Ficção, Évora: Casa do Sul, 2008.
- Littérature Portugaise, Aix-en-Provence: Édisud, 2006.
- Femmes et écriture dans la Péninsule Ibérique, org. com Nadia Mekhouar, 2 vols., Paris: L’Harmattan, 2004
- Percursos no Feminino, Lisboa: Ulmeiro, 2001.
- Os Limites da Alteridade na Ficção de Olga Gonçalves, Porto: Campo das Letras, 2000.
- Discursos de Amor e Morte, A Ficção de Urbano Tavares Rodrigues, Porto: Campo das Letras, 2000.
- Alves Redol, o Espaço e o Discurso, Lisboa: Ulmeiro, 1997.

### Crítica
- Chroniques du ça et là, n°9 – dossier sur la littérature portugaise, Paris, 2016, p. 45-97.
- Organisation d’un numéro spécial de la Revue des Langues Néo-Latines: Regards sur le Portugal Contemporain, n°369, juin 2014
- Organisation d’un numéro spécial de la Revue des Langues Néo-Latines : La littérature brésilienne contemporaine : espaces, transferts et médiations culturelles, n° 365, juin  2013
- Organisation du n° 4 de la revue Censive (Nantes) consacré à la littérature portugaise contemporaine, 2009.
- José Manuel Mendes, Rosto Descontínuo: 1963-1986, org. da antologia por M. G. Besse, Lisboa: Presença, 1992.
- Vergílio Ferreira, Manhã Submersa, Mem Martins: Europa América, 1992.
- Camões, Sonetos, Mem Martins: Europa América, 1992.
- Manuel da Fonseca, O Fogo e as Cinzas, Mem Martins: Europa América, 1990.
- Sofia de Mello Breyner, Contos Exemplares, Mem Martins: Europa América, 1990.
- Alves Redol, Barranco de Cegos, pref., introd. e notas por M. G. Besse, Lisboa: Círculo de Leitores, 1987.

### Artigos online
- Entrevista com Maria Graciete Besse, por Sandra Leandro, 2018
- Cartographie de la recherche universitaire française sur le Portugal et l’Afrique lusophone
- Le texte fulgurant de Maria Gabriela Llansol
- Viagem a Portugal, de José Saramago
- As Novas Cartas Portuguesas
- Agua Viva, de Clarice Lispector, une écriture rhizomatique